# 孟加拉國—美國關係
孟加拉國－美國關係（英語：Bangladesh–United States relations）是指孟加拉國和美國之間的雙邊關係。孟加拉國在華府設有大使館，在紐約和洛杉磯設有總領事館。美國在達卡設有大使館，在吉大港、杰索尔市、拉杰沙希市和錫爾赫特設有資訊中心。美國駐孟加拉國大使館還經營著阿徹·K·布拉德美國圖書館和達卡的愛德華·M·甘迺迪中心。這兩個國家都是聯合國會員國。
2014年，76%的孟加拉人對美國表示贊同，這是南亞受訪國家中評級最高的國家之一。

## 外部連結
- History of Bangladesh - US relations （页面存档备份，存于）
- Trade in Goods with Bangladesh
- Office of the US Trade Representative （页面存档备份，存于）
- US Department of State （页面存档备份，存于）
- US Embassy in Bangladesh
- Bangladesh Embassy in America （页面存档备份，存于）

 维基共享资源上的相關多媒體資源：孟加拉國—美國關係